# Digital Media City
Digital Media City (DMC; kor.디지털미디어시티) pierwszy na świecie kompleks high-tech dla technologii cyfrowych. Zbudowany w 2002 roku na terenie Korei Południowej w Seulu.